# Odonteus obesus
Odonteus obesus is een keversoort uit de familie cognackevers (Bolboceratidae). De wetenschappelijke naam van de soort werd in 1859 gepubliceerd door John Lawrence LeConte.